# Manoir de Kergouran
Le manoir de Kergouran est un édifice situé à Mellionnec, en France.

## Localisation
Le château est situé sur le territoire de la commune de Mellionnec, au lieu-dit Kergouran, dans le département des Côtes-d'Armor, en région Bretagne.

## Description
Logis en pierre de taille à élévation à travées, couvert en ardoise, à toiture à pignon découvert. La porte d'accès au logis est surmonté d'une pierre carrée blasonnée, dont les armes ont été buchées. L'étage carré et le grenier, à l'origine desservis par un escalier à vis en granite dans une tourelle circulaire en demi hors-œuvre (ont la forme bombée se devine sur l'élévation nord) situé dans l'angle nord-est de la salle (desservi par une porte rectangulaire en place), sont distribués par un escalier situé à l'extrémité est, en granite, tournant à retours sans jour, à volée droites sur mur noyau. Au rez-de-chaussée, le noyau comporte une console en quart de rond godronnée qui supporte une traverse en pierre. La cage d'escalier comporte à l'est deux portes bouchées qui devaient distribuer un corps latéral jamais réalisé. Deux cheminées en granite dans la salle du rez-de-chaussée contre les pignons, une dans la cuisine dans l'appentis nord, qui comporte aussi trois armoires murales, deux carrées, une en plein cintre avec tablette. À l'étage divisé en deux pièces de taille inégale par une cloison de bois, la cheminée ouest porte le blason des Saint Nouay avec un décor d'entrelacs sur les piédroits. La seconde cheminée est située contre le mur gouttereau nord et voisine avec deux portes en plein cintre qui donnent dans l'appentis. Les communs, partiellement en pierre de taille, couverts en ardoise d'un toit à longs pans, sont en rez-de-chaussée.

## Historique
La seigneurie serait attestée en 1427-1448 (réformations de la noblesse) sous le nom de Kerhelgoumarc'h.Aux abords du manoir figure sur le plan cadastral ancien une forme circulaire qui semble la motte féodale qui a précédé le manoir, les parcelles de forme circulaire qui l'entourent reprenant sans doute le tracé des anciens fossés et talus.Du premier manoir subsistent les vestiges d'un escalier en vis et sa porte d'accès à la jonction du mur nord et de l'appentis nord. Le manoir actuel est sans doute construit pour la famille de Saint Nouay dont le blason figure sur la cheminée ouest du 1er étage, au début du XVIIe siècle : la date de 1616 qui figurerait sur des plans originaux non retrouvés en 1999, n'a pas été confirmée. Un appentis au nord, qui abrite la cuisine, est contemporain. Le bâtiment est resté inachevé, peut-être en raison de l’extinction de la famille de Saint-Nouay, fondue dans Jégou du Laz en 1681 : des pierres d'attente au mur pignon est et des portes bouchées dans la cage d'escalier l'attestent. Une travée de fenêtres a été percée à l'ouest dans la première moitié du XIXe siècle. Les communs en retour à l'ouest sont contemporains du manoir.
Le manoir est inscrit à l'inventaire général du patrimoine culturel.

## Iconographie
La cheminée de l'étage, à l'ouest, porte le blason des Saint-Nouay (d'argent au sanglier passant de sable) sculpté au centre du linteau, et un décor d'entrelacs sur les piédroits.